# تشارلز إف. ووكر
تشارلز إف. ووكر (بالإنجليزية: Charles F. Walker)‏ هو مؤرخ أمريكي، ولد في 1959.